# Antonio Roma
Antonio Roma (ur. 13 lipca 1932 w Villa Lugano, Buenos Aires, zm. 20 lutego 2013 tamże) – argentyński piłkarz, bramkarz reprezentacji Argentyny.
Roma, noszący przydomek „Tarzan” z powodu sposobu, w jaki rzucał się do lecącej piłki, rozpoczął swoją zawodową karierę w 1955 roku w klubie Ferro Carril Oeste Buenos Aires, w którym grał do roku 1959. Następnie wraz z klubowym kolegą Silvio Marzolinim przeniósł się do wielkiego Boca Juniors, w którym zadebiutował 3 kwietnia 1960 roku w zwycięskim meczu z klubem Estudiantes La Plata.
Roma został w Boca Juniors aż do końca swej kariery piłkarskiej w 1972 roku. Rozegrał w Boca 323 mecze, zdobywając wśród kibiców klubu wielką popularność. Roma wraz z Boca Juniors został mistrzem Argentyny w formule Metropolitano w latach 1962, 1964 i 1965. Ponadto dwukrotnie wygrał mistrzostwa Nacional – w roku 1969 i 1970. W roku 1969 rozegrał w lidze 783 minuty bez straty gola.
Prawdopodobnie najbardziej pamiętnym wydarzeniem w historii występów Romy był rzut karny egzekwowany przez brazylijskiego piłkarza River Plate Delema, który Roma wybił na rzut rożny. Na dwie kolejki przed końcem mistrzostw Boca i jego odwieczny rywal River Plate prowadzili w tabeli z identycznym dorobkiem punktowym. W meczu między tymi wielkimi klubami (9 grudnia 1962 roku) Boca prowadził 1:0 gdy sędzia meczu Nai Foino podyktował rzut karny dla River. Po obronie strzału publiczność wdarła się na boisko, przerywając mecz na 11 minut. Po wznowieniu gry River nie zdołał strzelić gola i Boca wygrał 1:0, co dało klubowi mistrzostwo Argentyny. Był to pierwszy mistrzowski tytuł Romy.
Roma grał także w reprezentacji narodowej, z którą wystąpił w dwóch finałach mistrzostw świata – w roku 1962 i 1966. Podczas Copa América 1957 (zagrał tylko w ostatnim, przegranym 1:2 meczu z Peru) zdobył mistrzostwo Ameryki Południowej, a w Copa América 1967 – wicemistrzostwo kontynentu.